# ستيفن غالاشر
ستيفن غالاشر (بالإنجليزية: Stephen Gallacher)‏ هو لاعب غولف بريطاني، ولد في 1 نوفمبر 1974 في ديشمونت في المملكة المتحدة.

## وصلات خارجية
- ستيفن غالاشر على موقع رابطة أوروبا للاعبي الغولف المحترفين (الإنجليزية)
- ستيفن غالاشر على موقع التصنيف العالمي الرسمي للغولف (الإنجليزية)